# Ізабела Португальська, королева Кастилії
Ізабе́ла (порт. Isabel; 1428 — 15 серпня 1496) — португальська інфанта, королева Кастилії (1447—1496). Представниця Авіської династії. Народилася в Португалії. Донька португальського конетабля Жуана й барселуської графині Ізабели. Двоюрідна сестра португальського короля Афонсу V. Друга дружина кастильського короля Хуана ІІ (з 1447). Матір кастильської королеви Ізабели І. Конфліктувала з фаворитом свого чоловіка, Альваро де Луною, якого довела до загибелі (1453). Після сходження на кастильський престол короля Енріке IV відправлена з дітьми у вигнання до Аревало (1454). Згодом розлучена з ними (1461). Страждала від психічних розладів і депресії. Померла від хвороби в Аревало, Кастилія. Похована у Бургоському картезіанському монастирі поруч із чоловіком і сином.

## Родина
Чоловік — Хуан II (1405—1454), король Кастилії
Діти:
- Ізабелла (1451—1504), королева Кастилії (1474—1504).
- Альфонсо (1453—1468), принц Астурійський

## Виноски
1. ↑  Kindred Britain